# Havorringen
Havorringen er en guldring, som er en del af Havorskatten, der er en jernalderskat, der blev fundet i 1961 i Hablingbo på den svenske ø Gotland. Den består af en stor torque, kendt som Havorringen, samt flere velbevarede bronzegenstande, der var begravet i en romersk situla i en høj omkring et voldsted.
Havorringen er den tidligste kendte veldaterede stor guldgenstand fra de germaniske områder. Ringen er 25,7 cm i diameter og har en vægt på 800 g.
I 1986 blev havorringen stjålet fra Gotlands Museum, hvor den var opbevaret, og den er endnu ikke blevet fundet. Der er udstillet en kopi på Historiska museet.